# Zeugophora flavitarsis
Zeugophora flavitarsis es una especie de coleóptero de la familia Megalopodidae.

## Distribución geográfica
Habita en el oeste de Bengala.